# Таловая (приток Малой Кети)
Таловая — река в Пировском районе Красноярского края России. Устье реки находится в 211 км по правому берегу реки Малая Кеть. Длина реки составляет 15 км.

## Данные водного реестра
По данным государственного водного реестра России относится к Верхнеобскому бассейновому округу, водохозяйственный участок реки — Кеть, речной подбассейн реки — бассейн притоков (Верхней) Оби от Чулыма до Кети. Речной бассейн реки — (Верхняя) Обь до впадения Иртыша.